# Llano de las Cabras
Llano de las Cabras este o arie protejată (arie de protecție specială avifaunistică — SPA) din Spania întinsă pe o suprafață de 965,25 ha, integral pe uscat.

## Localizare
Centrul sitului Llano de las Cabras este situat la coordonatele 37°48′33″N 1°38′18″W / 37.8092°N 1.6383°V.

## Înființare
Situl Llano de las Cabras a fost declarat arie de protecție specială avifaunistică în martie 2001 pentru a proteja 20 de specii de animale.

## Biodiversitate
Situată în ecoregiunea mediteraneană, aria protejată conține 3 habitate naturale: Lande oro-mediteraneene cu formațiuni endemice de grozamă, Matorral arborescenți cu Juniperus spp., Pseudostepă cu ierburi și specii anuale de Thero-Brachypodietea.
La baza desemnării sitului se află mai multe specii protejate de  păsări (20): acvilă de munte (Aquila chrysaetos), buha (Bubo bubo), pasărea ogorului (Burhinus oedicnemus), șorecarul comun (Buteo buteo), ciocârlie-cu-degete-scurte (Calandrella brachydactyla), Chersophilus duponti, șerpar (Circaetus gallicus), porumbel gulerat (Columba palumbus), șoim călător (Falco peregrinus), ciocârlan (Galerida cristata), Galerida theklae, Hieraaetus fasciatus, acvilă pitică (Hieraaetus pennatus), forfecuță gălbuie (Loxia curvirostra), ciocârlie de pădure (Lullula arborea), ciocârlie de bărăgan (Melanocorypha calandra), prigoare (Merops apiaster), pietrar mediteranean (Oenanthe hispanica), turturică (Streptopelia turtur), pupăză (Upupa epops).
Pe lângă speciile protejate, pe teritoriul sitului au mai fost identificate 2 specii de plante, 18 specii de păsări, 1 specie de amfibieni, 8 specii de mamifere, 6 specii de reptile.